# Twins (série de televisão)
Twins (br: Q.I da Loira) é uma série de televisão estadunidense, uma sitcom exibida originalmente pelo canal The WB, nos Estados Unidos, e pela CTV no Canadá, em setembro de 2005. A série foi produzida pela KoMut Entertainment, em associação com a Warner Bros. Television. O programa foi cancelado em 18 de maio de 2006 devido à fusão entre o WB e a UPN, que criou a nova rede The CW.
A série contava com Sara Gilbert e Molly Stanton nos papéis das irmãs Mitchee e Farrah Arnold, que assumiram o negócio de seus pais, uma fábrica de lingerie. Juntas, ambas tomam decisões a respeito do futuro de sua empresa, com o apoio de seu pai, Alan, e sua mãe, Lee, que passou por diversas cirurgias plásticas. O humor da série girava em torno das diferenças entre Mitchee, uma nerd, e Farrah, a irmã sexy. A canção-tema da série era "Sister Sister", interpretada por Ok Go. 
A série foi exibida no Brasil pelo SBT.

## Elenco
- Sara Gilbert .... Mitchee
- Molly Stanton .... Farrah
- Melanie Griffith .... Lee
- Mark Linn-Baker .... Alan